# Theope batesi
Espèce
Theope batesi est une espèce d'insectes lépidoptères appartenant à la famille  des Riodinidae et au genre Theope.

## Taxonomie
Theope batesi a été décrit par Jason Piers Wilton Hall en 1998.

## Description
Theope batesi est un papillon au dessus des ailes marron très foncé avec aux ailes antérieures une bande bleue le long de la bordure interne et aux ailes postérieures une partie basale bleue pouvant couvrir jusqu'à la marge chez la femelle.
Le revers est gris brun bordé d'une fine ligne marron.

## Écologie et distribution
Theope  batesi est présent en Guyane, en  Équateur et au Brésil,.

### Protection
Pas de statut de protection particulier.